# (36471) 2000 QK26
2000 كيو كي 26 (ويعرف أيضًا باسم (36471) 2000 كيو كي 26 وفق تسمية الكوكب الصغير) (بالإنجليزية: 2000 QK26)‏ هو كويكب ضمن حزام الكويكبات؛ وترتيبه 36471 من حيث الاكتشاف.
اكتُشف هذا الجُرم الفلكي بواسطة Peter Kušnirák ‏ في 27 أغسطس 2000.

## وصلات خارجية
- (36471) 2000 QK26 في قاعدة بيانات مختبر الدفع النفاث لأجرام النظام الشمسي الصغيرة

- الاكتشاف · مخطط المدار ·  العناصر المدارية · المعلمات المادية

- (36471) 2000 QK26 على موقع ويكي سكاي: DSS2, SDSS, GALEX, IRAS, Hydrogen α, X-Ray, Astrophoto, Sky Map, Articles and images